# راوسون (أوهايو)
راوسون (بالإنجليزية: Rawson, Ohio)‏ هي منطقة سكنية تقع في الولايات المتحدة في مقاطعة هانقق، أوهايو. يقدر عدد سكانها بـ 570 نسمة ومساحتها 1.04 كم2 وترتفع عن سطح البحر 248 متر.

## التركيبة السكانية
قام مكتب تعداد الولايات المتحدة بتحديد بيانات التركيبة السكانية لراوسون في تعداد الولايات المتحدة. في ما يلي، التركيبة السكانية حسب تعدادي 2000 و2010.

### تعداد عام 2000
بلغ عدد سكان راوسون 465 نسمة بحسب تعداد عام 2000، وبلغ عدد الأسر 159 أسرة وعدد العائلات 127 عائلة مقيمة في القرية. في حين سجلت الكثافة السكانية 1,168.6 نسمة لكل ميل مربع (451.2/كم2). وبلغ عدد الوحدات السكنية 166 وحدة بمتوسط كثافة قدره 417.2 نسمة لكل ميل مربع (161.1/كم2).
وتوزع التركيب العرقي للقرية بنسبة 97.85% من البيض و 0.22% من الأمريكيين الأصليين و 0.22% من الأمريكيين ذوي الأصول الآسيوية و 1.29% من عرقين مختلطين أو أكثر.
بلغ عدد الأسر 159 أسرة كانت نسبة 43.4% منها لديها أطفال تحت سن الثامنة عشر تعيش معهم، وبلغت نسبة الأزواج القاطنين مع بعضهم البعض 65.4% من أصل المجموع الكلي للأسر، ونسبة 11.3% من الأسر كان لديها معيلات من الإناث دون وجود شريك، وكانت نسبة 19.5% من غير العائلات. تألفت نسبة 16.4% من أصل جميع الأسر من أفراد ونسبة 6.9% كانوا يعيش معهم شخص وحيد يبلغ من العمر 65 عاماً فما فوق. وبلغ متوسط حجم الأسرة المعيشية 3.21، أما متوسط حجم العائلات فبلغ 2.92.
بلغ العمر الوسطي للسكان 33 عاماً. وكانت نسبة 32.0% من القاطنين تحت سن الثامنة عشر، وكانت نسبة 8.0% بين الثامنة عشر والأربعة وعشرون عاماً، ونسبة 32.3% كانت واقعةً في الفئة العمرية ما بين الخامسة والعشرون حتى والأربعة وأربعون عاماً، ونسبة 17.0% كانت ما بين الخامسة والأربعون حتى الرابعة والستون، ونسبة 10.8% كانت ضمن فئة الخامسة والستون عاماً فما فوق. يوجد لكل 100 أنثى 101.3 ذكر، ويوجد لكل 100 أنثى في الثامنة عشر من عمرها فما فوق 96.3 ذكر.
بلغ متوسط دخل الأسرة في القرية 42,969 دولار، أما متوسط دخل العائلة فبلغ 43,542 دولار. وكان متوسط دخل الذكور 31,528 دولار مقابل 22,500 دولار للإناث. وسجل دخل الفرد الخاص بالقرية 14,259 دولار. وكانت نسبة 6.3% من العائلات ونسبة 5.9% من السكان تحت خط الفقر، وكان من هؤلاء نسبة 4.5% تحت سن الثامنة عشر ولا أحد منهم في الخامسة والستين من العمر وما فوق.

### تعداد عام 2010
بلغ عدد سكان راوسون 570 نسمة بحسب تعداد عام 2010، وبلغ عدد الأسر 191 أسرة وعدد العائلات 152 عائلة مقيمة في القرية. في حين سجلت الكثافة السكانية 1,425.0 نسمة لكل ميل مربع (550.2/كم2). وبلغ عدد الوحدات السكنية 209 وحدة بمتوسط كثافة قدره 522.5 لكل ميل مربع (201.7/كم2).
وتوزع التركيب العرقي للقرية بنسبة 95.6% من البيض و 0.9% من الأمريكيين ذوي الأصول الآسيوية و 1.9% من الأمريكيين الأفارقة و 1.4% من عرقين مختلطين أو أكثر.
بلغ عدد الأسر 191 أسرة كانت نسبة 45.5% منها لديها أطفال تحت سن الثامنة عشر تعيش معهم، وبلغت نسبة الأزواج القاطنين مع بعضهم البعض 63.4% من أصل المجموع الكلي للأسر، ونسبة 12.6% من الأسر كان لديها معيلات من الإناث دون وجود شريك، بينما كانت نسبة 3.7% من الأسر لديها معيلون من الذكور دون وجود شريكة وكانت نسبة 20.4% من غير العائلات. تألفت نسبة 15.2% من أصل جميع الأسر من أفراد ونسبة 3.1% كانوا يعيش معهم شخص وحيد يبلغ من العمر 65 عاماً فما فوق. وبلغ متوسط حجم الأسرة المعيشية 3.28، أما متوسط حجم العائلات فبلغ 2.98.
بلغ العمر الوسطي للسكان 30.8 عاماً. وكانت نسبة 33.5% من القاطنين تحت سن الثامنة عشر، وكانت نسبة 7.6% بين الثامنة عشر والأربعة وعشرون عاماً، ونسبة 29.1% كانت واقعةً في الفئة العمرية ما بين الخامسة والعشرون حتى والأربعة وأربعون عاماً، ونسبة 21.7% كانت ما بين الخامسة والأربعون حتى الرابعة والستون، ونسبة 8.1% كانت ضمن فئة الخامسة والستون عاماً فما فوق. وتوزع التركيب الجنسي للسكان بنسبة 49.1% ذكور و50.9% إناث.